# Nagod
Nagod è una suddivisione dell'India, classificata come nagar panchayat, di 19.474 abitanti, situata nel distretto di Satna, nello stato federato del Madhya Pradesh. In base al numero di abitanti la città rientra nella classe IV (da 10.000 a 19.999 persone).

## Geografia fisica
La città è situata a 24° 34' 0 N e 80° 35' 60 E e ha un'altitudine di 329 m s.l.m..

## Società

### Evoluzione demografica
Al censimento del 2001 la popolazione di Nagod assommava a 19.474 persone, delle quali 10.272 maschi e 9.202 femmine. I bambini di età inferiore o uguale ai sei anni assommavano a 3.031, dei quali 1.648 maschi e 1.383 femmine. Infine, coloro che erano in grado di saper almeno leggere e scrivere erano 13.325, dei quali 7.820 maschi e 5.505 femmine.